# Luis De Faría
Luis De Faría (Mendoza, Provincia de Mendoza, Argentina; 21 de febrero de 1996) es un futbolista argentino. Juega de mediocampista y actualmente está libre.

## Trayectoria
Surgido de las inferiores de Godoy Cruz, en mayo de 2015 hizo su debut oficial en la Primera División de Argentina ante Unión de Santa Fe ingresando desde el banco de suplentes.
En 2016, pasó en calidad de cedido a Gimnasia y Esgrima (Mendoza) para disputar el Torneo Federal A 2016. Su debut con la camiseta Blanquinegra se produjo en fecha 3 del certamen ante Unión de Villa Krause con resultado final 1:1.
Terminada su cesión a Gimnasia y Esgrima (Mendoza), regresó a Godoy Cruz disputando solo un partido en el Campeonato 2016-17 ante Newell's Old Boys en junio de 2017. Finalizado el campeonato estuvo 1 año y medio en la reserva hasta enero de 2019 quedando con el pase en su poder después de quedar libre.

## Clubes y estadísticas
| Godoy Cruz Argentina                 |               |               |    |   |   |   |    |      |      |
| 1.ª                                  | 2015          | 4             | 0  | - | - | 4 | 0  | 0,00 |      |
| 1.ª                                  | 2016-17       | 1             | 0  | - | - | 1 | 0  | 0,00 |      |
| Total club                           | Total club    | 5             | 0  | - | - | 5 | 0  | 0,00 |      |
| Gimnasia y Esgrima (M) Argentina     |               |               |    |   |   |   |    |      |      |
| 3.ª                                  | 2016          | 6             | 0  | - | - | 6 | 0  | 0,00 |      |
| Total club                           | Total club    | 6             | 0  | - | - | 6 | 0  | 0,00 |      |
| Total carrera                        | Total carrera | Total carrera | 11 | 0 | - | - | 11 | 0    | 0,00 |
| (1) Incluye datos de Copa Argentina. |               |               |    |   |   |   |    |      |      |